# Kooperativa föreningen Tornedalen

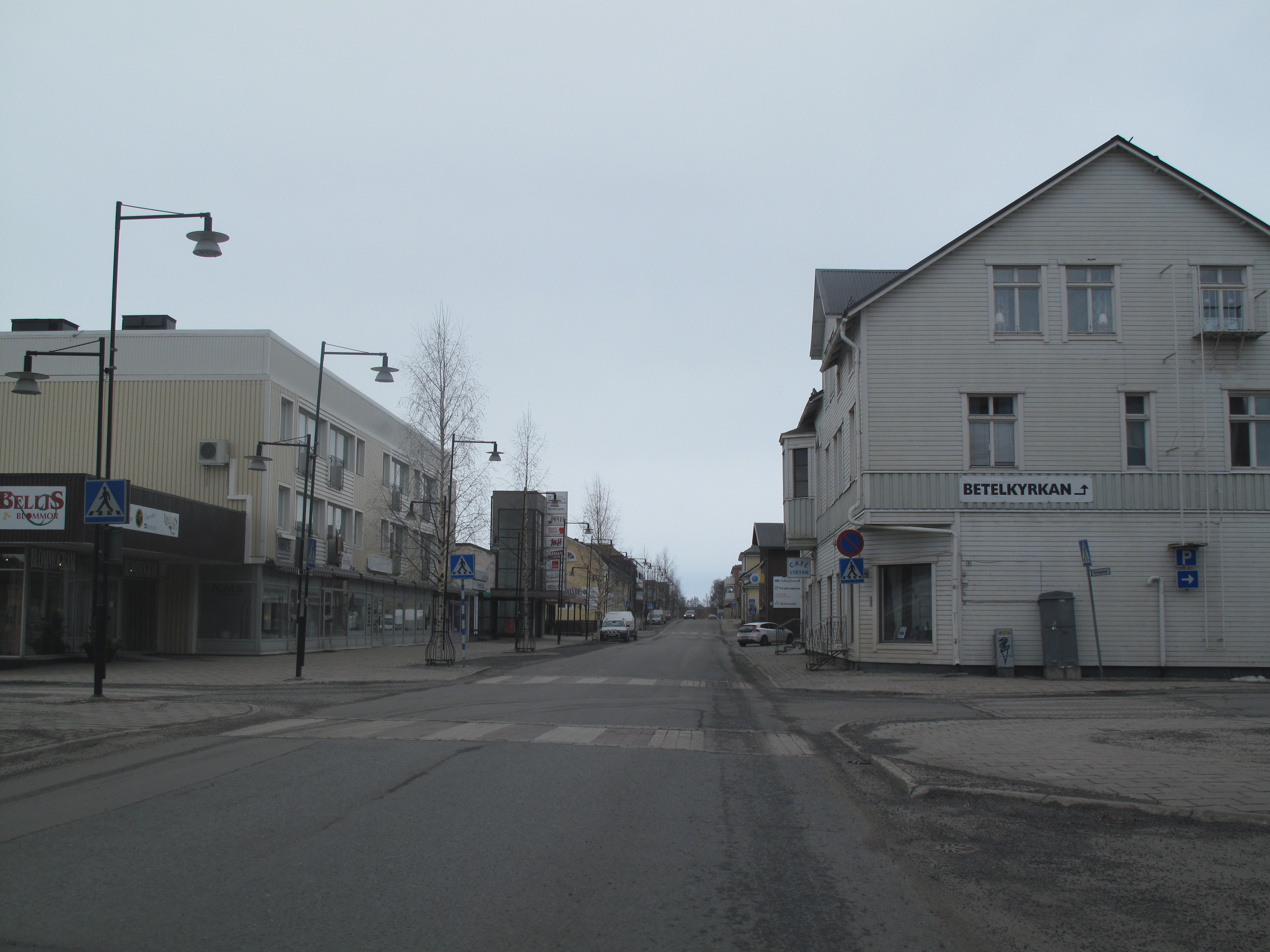
Storgatan i Haparanda. Tidigare Domus kan skymtas till vänster i bild.

Kooperativa föreningen Tornedalen var en konsumentförening med Haparanda som huvudort.
Föreningen bildades 1932. Snart hade föreningen även butik i Övertorneå. År 1938 fusionerade man med Konsumentföreningen Seskarö.
Tornedalsföreningen var en av få KF-föreningar där distrikt knoppats av till egna föreningar. Vid årsskiftet 1945/1946 överfördes föreningens verksamhet i Junosuando, Pajala och Tärendö kommuner till en egen förening kallad Konsumentföreningen Pajala med omnejd. Den 1 juli 1949 knoppades vidare verksamheten i och runt Övertorneå av till en egen förening kallad Kooperativa föreningen Övertorneå med omnejd som tog över nio försäljningsställen.
Den 30 mars 1951 öppnade en butik i Nikkala (i tidigare K. J. Lindfors affär). Under 1954 lade man ner depåer i Salmis och Keräsjoki samt manufakturbutiken i Karungi.
År 1957 etablerades Domus i Haparanda, beläget i HSB-huset vid Torget. År 1960 ändrades föreningens namn till Konsum Haparanda.
Föreningen uppgick i Konsum Norrbotten 1966. Haparanda fick även ett nytt Domus beläget vid korsningen Packhusgatan-Storgatan. Domus ersattes av en nybyggd Prix Stormarknad när den invigdes den 20 augusti 1992. Prix blev en Konsum i december 2004 och en Coop Extra 2007.
Föreningens arkiv finns hos Norrbottens föreningsarkiv.

## Källhänvisningar
1. 1 2  Konsum Haparanda, Arkivregister Stockholms Län
2. ↑  Rikstelefonkatalogen, D. 6 Sundsvallsdelen : omfattande Jämtlands, Norrbottens, Västerbottens och Västernorrlands län, sida 377
3. ↑  Konsumentföreningen Seskarö, Arkivregister Stockholms Län
4. ↑  Pajala bildar egen konsumentförening, Norrskensflamman, 17 oktober 1945
5. ↑  Koop. föreningens Övertorneå bildad, Norrskensflamman, 13 juni 1949
6. ↑  Konsum Tornedalen delas - bygglov för storvaruhus begärs, Norrskensflamman, 16 juni 1949
7. ↑  Nikkalabor!, Norrskensflamman, 30 mars 1951
8. ↑  Ökad omsättning under 1954 i Koop. föreningen Tornedalen, Norrskensflamman, 7 april 1955
9. ↑  Kooperativa Tornedalen ökade med 220.000 kr[död länk], Norrskensflamman, 11 april 1957
10. ↑  Coop Norrbottens historia: Åren 1950-1999, Coop Norrbotten
11. ↑  Coop Norrbottens historia: 2000-nutid, Coop Norrbotten
12. ↑  Kooperativa föreningen Tornedalen i Haparanda Visual Arkiv Sök